# Konstantin Fomitjov
Konstantin Nikolajevitj Fomitjov (ryska: Константин Николаевич Фомичёв), född den 30 augusti 1977 i Ufa, Ryska SFSR, Sovjetunionen, är en rysk kanotist.
Han tog bland annat VM-guld i C-4 200 meter i samband med sprintvärldsmästerskapen i kanotsport 2011 i Szeged.